# Wardan Wardanowitsch Kuschnir
Wardan Wardanowitsch Kuschnir (russisch Вардан Варданович Кушнир; * 22. November 1969 oder 1970 in der Armenischen SSR; † 24. Juli 2005 in Moskau) war ein bekannter Spammer armenisch-jüdischer Abstammung, der die Sprachschule American Language Center (ALC) in Russland sowie die Sophim Inc. in Florida betrieb und der an einen Großteil der russischsprechenden Internetgemeinde unaufgefordert E-Mail-Werbung gesendet (oder kurz sie „gespammt“) hat. Kuschnir wurde im Jahr 2005 durch Schläge auf den Kopf getötet.

## Karriere
Zwischen 2001 und 2005 verschickte Kuschnir seine E-Mail-Werbung nach Schätzungen regelmäßig und unaufgefordert an bis zu 25 Millionen E-Mail-Nutzer je Sendung. Obwohl nur Moskowiten zu seiner „Zielgruppe“ zählten, erreichten seine E-Mails unter anderem auch Nutzer in der Ukraine, den Vereinigten Staaten und Israel. Im Verlauf des Jahres 2004 ging die Zahl der durch ihn versandten Spam-Mails zurück, da ihm der Zugang zu öffentlichen E-Mail-Systemen fast vollständig verwehrt wurde. Stattdessen setzte er nun vermehrt auf ICQ zur Verbreitung seiner Spam-Mails.
Sein Name als Verursacher von Spam-Mails wurde öffentlich bekannt und durch diverse Posts (u. a. auch inklusive weiterer persönlicher Daten) im Internet immer weiter verbreitet. Zahlreiche Betroffene versuchten sich zu rächen, indem sie Sex-Anzeigen oder Anzeigen für Immobilienschnäppchen unter Angabe der Telefonnummer seiner Sprachschule schalteten. Die Webseiten seiner Firma wurde außerdem zum Ziel von Denial-of-Service-Angriffen durch Hacker.
Der damalige russische Minister für Kommunikation Andrei Korotkow, der selbst persönlich massiv Spam-E-Mails von Kuschnir erhielt, nahm eine Sprachnachricht an Kuschnir mit der Aufforderung auf, den massenhaften E-Mail-Versand zu stoppen. Die Nachricht wurde von Golden Telecom, damals einem der größten russischen Internetdienstanbieter, verwendet, um per Computer wiederholend die Telefonnummer von ALC zu wählen und Korotkows Nachricht abzuspielen.
Zwischen 2002 und 2005 versuchten Kuschnir und seine Firma, über den Internetprovider RiNet einen Internetzugang zu bekommen, allerdings wurde dies von RiNet mehrfach abgelehnt. Schließlich erhielt er von einer kleinen Internetfirma einen Internetzugang. Es sollte erwähnt werden, dass Kuschnir nie nachgewiesen werden konnte, seinen eigenen oder den Internetzugang seiner Firma für den Versand von Spam genutzt zu haben.
Ein Anwalt namens Anton Sergo reichte eine offizielle Beschwerde bei der russischen Antitrust-Behörde ein, die für die Überwachung der russischen Werbung zuständig ist. Kuschnir ignorierte die Aufforderungen der Behörde auf Auskunft oder Erscheinen. Schließlich erschien er doch vor der Behörde und sagte aus, er wisse nicht, wer die Werbung in seinem Namen verschickt. Die Beschwerde wurde daraufhin abgewiesen.
Im April 2001 forderte der Staat von Kansas ihn und Michael Walker, den Mitinhaber der Firma Sophim Inc., auf, ihre Spam-E-Mail-Kampagnen für den Kauf von Sophim-Inc.-Aktien zu stoppen, da die Sophim Inc. zum Zeitpunkt der Werbeaktion noch nicht registriert war und weder Kuschnir noch Walker als Börsenmakler lizenziert waren.

## Tod
Am Sonntag, 24. Juli 2005 (in einer Quelle wird der 27. Juli als Todestag angegeben) wurde Kuschnir tot in seinem Apartment, das er mit seiner Mutter gemeinsam in Moskau bewohnte, aufgefunden.
Eine Autopsie zeigte, dass er infolge mehrfacher Schläge auf den Kopf verstorben war. Die Polizei glaubte nicht an einen Zusammenhang mit Kuschnirs Aktivitäten im Spamming-Bereich, sondern ging von einem Raubmord aus. Der Polizei zufolge wurde sein Apartment nach Wertgegenständen durchsucht und ausgeraubt. Laut Zeugenaussagen wurde er zuletzt beim Verlassen der bekannten Moskauer Szene-Bar Hungry Duck in Begleitung von drei Damen gesehen. Außerdem wurden in einem Trinkglas in der Wohnung Reste eines starken Schlafmittels nachgewiesen, was die Ermittler in ihrer Theorie zum Raubmord bestärkte.
Im August 2005 berichteten russische Medien von der Verhaftung vier Verdächtiger im Zusammenhang mit der Ermordung von Kuschnir. Die vier behaupteten, Kuschnir habe versucht, sich an einer der vier, einem 15-jährigen Mädchen, zu vergehen. Um sie zu schützen, hätten sie Kuschnir dann auf den Kopf geschlagen.
Viele russische Medien konnten ihre Freude über Kuschnirs Tod kaum verbergen, da er viele E-Mail-Konten des Landes massiv überlastet hatte. Unter anderem seine Aktivitäten führten auch dazu, dass viele ausländische E-Mail-Server alle Mails, deren Ursprung in der Top-Level-Domain .ru lag, blockierten bzw. deren Annahme verweigerten, was es vielen Russen erschwerte, mit dem Rest der Welt per Mail in Kontakt zu treten. Obwohl er selbstverständlich nicht der einzige Verursacher des russischen Spam-Problems war, verkörperte er die Ursache für viele Russen und Ausländer wie kein anderer.